# Kalkkisaari (ö i Södra Savolax, Nyslott)
Kalkkisaari är en ö i Finland. Den ligger i sjön Haukivesi och i kommunen Nyslott i  landskapet Södra Savolax, i den sydöstra delen av landet, 280 km nordost om huvudstaden Helsingfors. Öns area är 4,1 hektar och dess största längd är 390 meter i sydöst-nordvästlig riktning.